# 別茲博羅季基 (德拉比夫區)
49°53′58″N 31°59′8″E / 49.89944°N 31.98556°E
貝茲博羅德基（烏克蘭語：Безбородьки）是位於烏克蘭中部的村莊，由切爾卡瑟州佐洛托諾沙區的大胡蒂爾市鎮負責管轄。該村始建於十六世紀，面積4.02平方公里，海拔高度121米，2008年人口1,001，人口密度每平方公里249人。